# Macchiatiella itadori
Macchiatiella itadori är en insektsart. Macchiatiella itadori ingår i släktet Macchiatiella och familjen långrörsbladlöss. Inga underarter finns listade i Catalogue of Life.